# Amalapuram
Amalapuram est une ville du district de Konaseema dans l'État d'Andhra Pradesh en Inde. 
Selon le recensement de l'Inde de 2011, la localité compte une population de 53 231 habitants.
Siège du district de Konaseema, la ville est située sur le delta de Konaseema (en).